# Blandine Dancette
Blandine Dancette (Firminy, 1988. február 14. –) olimpiai és világbajnok francia válogatott kézilabdázó.

## Pályafutása
Dancette 2006 óta játszott a francia élvonalbeli HBC Nîmes csapatában. 2009-ben megnyerte a harmadik számú európai kézilabdakupát, az EHF Chellenge Cup-ot, a Thüringer HC ellen vívott két mérkőzéses döntőn összesen hét találatot ért el. 2016-ban a Chambray Touraine HB csapatába igazolt, majd egy szezon után a Nantes HB-hoz távozott, amely csapatban 2021-es visszavonulásáig játszott. 2021-ben megnyerte az EHF-Európa-ligát.
A francia utánpótlás válogatottak tagjaként több világversenyen is részt vett, 2005-ben az U17-es csapattal bronzérmes lett. A felnőtt válogatottban 2009-ben mutatkozott be, részt vett három olimpián, a 2016-os rioi olimpián ezüstérmes lett, a 2021-re halasztott tokiói olimpián pedig aranyérmes. A világbajnokságot 2017-ben nyerte meg.

## Sikerei
- Olimpiai bajnok: 2020
  - ezüstérmes: 2016
- Világbajnokság győztese: 2017
- Francia Kupa ezüstérmes: 2011, 2015, 2021
- EHF Chellenge Cup győztes: 2009
- Európa-liga győztes: 2021